# Turdus mupinensis
Turdus mupinensis е вид птица от семейство Turdidae.

## Разпространение
Видът е разпространен в Китай.